# Положки регион
Положкият статистически регион (на македонска литературна норма: Полошки Регион, на албански: Rajoni Pollog) е един от осемте статистически райони на Република Северна Македония. Разположен в северозападната част на страната, регионът граничи с Албания и Косово. Вътрешно граничи с Югозападния статистическия регион и Скопие.

## Общини
Регионът е разделен на 9 общини:
| Общините от региона                                                                                    | Карта |
| --- | ----- |
| - Боговине - Брвеница - Гостивар - Йегуновце - Марвово и Ростуше - Теарце - Тетово - Врапчище - Желино |       |

## Демография

### Население
Настоящото население на Положкия статистически регион е 304 125 граждани, според последното преброяване на населението през 2002 г.
| Година на преброяването | Население | Промяна     |
| ----------------------- | --------- | ----------- |
| 1994 г.                 | 282 432   | Неприложимо |
| 2002 г.                 | 304 125   | + 8,24%     |

### Етноси
Положкият регион н е единственият статистически регион в Северна Македония, където македонците не са мнозинство.
|           | Брой    | %    |
| ОБЩА СУМА | 304 125 | 100  |
| Албанци   | 222 679 | 73.2 |
| Македонци | 56 079  | 18.4 |
| Турци     | 17 386  | 5.7  |
| Роми      | 4,594   | 1.4  |
| други     | 3,387   | 1.1  |